# Anastasija Cvetković
Anastasija Cvetković (serbisch-kyrillisch Анастасија Цветковић; * 25. Juni 2008) ist eine serbische Tennisspielerin.

## Karriere
Cvetković spielt bisher vorrangig auf der ITF Women’s World Tennis Tour, wo sie bislang einen Titel im Doppel gewinnen konnte.

## Turniersiege

### Doppel
| Nr. | Datum       | Turnier            | Kategorie | Belag | Partnerin      | Finalgegnerinnen                        | Ergebnis |
| --- | ----------- | ------------------ | --------- | ----- | -------------- | --------------------------------------- | -------- |
| 1.  | 4. Mai 2024 | Kuršumlijska Banja | ITF W15   | Sand  | Anja Stanković | Carmen Andreea Herea Darja Jessyptschuk | 6:3, 7:5 |